# 山岡楽
山岡 楽（やまおか らく、1995年9月12日 - ）は、日本のラグビー選手。

## プロフィール
- 滋賀県出身[1]。
- ポジションはスクラムハーフ(SH)。
- 身長 172cm、体重 81kg
- ニックネームはラク。
- 愛知県学生選抜に選ばれたことがある[2]。

## 略歴
2014年、京都成章高校卒業後、中部大学に入る。
2017年、中部大学ラグビー部の主将に就任した。
2018年、中部大学卒業後、宗像サニックスブルースに加入。
2020年、宗像サニックスブルースを退団した。
2022年、株式会社ON THE LINE設立　代表取締役
2024年、静岡ブルーレヴズのアシスタントS&Cコーチに就任